# Nina Kristiansen
Nina Kristiansen (født 1980) er en dansk atlet. Hun var medlem af Greve IF (-1999) og Københavns IF (1999-).
Kristiansen var 1999 i Lahti, Finland på landsholdet i Europa Cupen i diskoskast.
Nina Kristiansens far Torben Kristiansen var dansk mester i trespring, femkamp og tikamp.

## Internationale ungdomsmesterskaber
- 2000 U21-NM Diskoskast nummer 8 32,09
- 1999 U21-NM Kuglestød nummer 8 9,94
- 1999 U21-NM Diskoskast nummer 8 36,64

## Danske mesterskaber
- Bronze 1998 Diskoskast 36,88

Junior -19år
- Guld 1999 Diskoskast 36,17
- Guld 1998 Diskoskast 38,26